# 楢崎村
楢崎村（ならざきそん）は、山口県豊浦郡にあった村。現在の下関市菊川町の北西部にあたる。本項では発足時の名称である豊東郷村（とよひがしごうそん）についても述べる。

## 地理
- 山岳 ： 勝陣山、立石山
- 河川 ： 田部川

## 歴史
- 1889年（明治22年）4月1日 - 町村制の施行により、貴飯村・久野村・楢崎村の区域をもって豊東郷村が発足。
- 1899年（明治32年）4月1日 - 豊東郷村が改称して楢崎村となる。
- 1951年（昭和26年）4月1日 - 岡枝村と合併して菊川村が発足。同日楢崎村廃止。